# Voyager NCC-74656
USS Voyager - fikcyjny statek kosmiczny Zjednoczonej Federacji Planet, klasa Intrepid, numer rejestrowy NCC-74656 z serialu Star Trek: Voyager, zdolny poruszać się z maksymalną prędkością 9.975 warp, oddany do użytku w 2371 roku (data gwiezdna 48038.5). Okręt mierzy 343 m długości, 132 m szerokości i 64 m wysokości oraz posiada 15 pokładów.
Zaginął w roku 2371 podczas dziewiczej misji w rejonie zwanym Badland, gdzie znalazł uciekinierów z grupy Maquis. Przeniesiony przez Opiekuna  - niehumanoidalną formę życia - wraz ze 141 osobową załogą do Kwadrantu Delta, 70 000 lat świetlnych od ostatniej znanej Gwiezdnej Flocie pozycji. Załoga musi dotrzeć do domu, ale okazuje się, że lot z maksymalną prędkością trwałby około 75 lat. Powinni znaleźć więc inny sposób na powrót.